# 미라주 4000
다소 미라주 4000(프랑스어: Dassault Mirage 4000)은 다쏘 항공사에서 미라주 2000을 기본으로 개발한 제트 전투기의 원형이다. 최대이륙중량 17톤인 미라주 2000은 14,500 파운드 추력의 SNECMA M53-2 터보팬 엔진을 1개 장착한 반면에, 미라주 4000은 2개를 장착했다. 또한, 작은 선미익(canard)을 엔진 흡입구 위에 부착하였다. 이러한 변화에도 두 비행기는 삼각익으로 반원형의 공기 흡입구, 일반적인 형상으로 서로 비슷해 보였다.
전투기는 1979년에 첫 비행을 하였다. 미라주 4000은 최대이륙중량 30톤인 미국 F-15C와 비슷한 크기였고, 우수한 장거리 요격기의 역할을 수행할 수 있었다. 그 무게와 적재 용량으로는 매우 훌륭한 전투폭격기였다.
1980년대 초반, 다쏘의 미라주 4000 개발은 사우디 아라비아에서 F-15C(30톤)를 채택한 직후 종료되었다. 얻어진 전문적 지식은 후에 라팔에 영향을 주었고, 유일한 원형은 1995년, 파리 항공 우주 박물관으로 옮겨졌다. 최대이륙중량 23톤인 라팔은 11,250 파운드 추력의 SNECMA M88 터보팬 엔진을 2개 장착하여, 미라주 4000 보다 추력이 작다.

## 제원 (Mirage 4000)

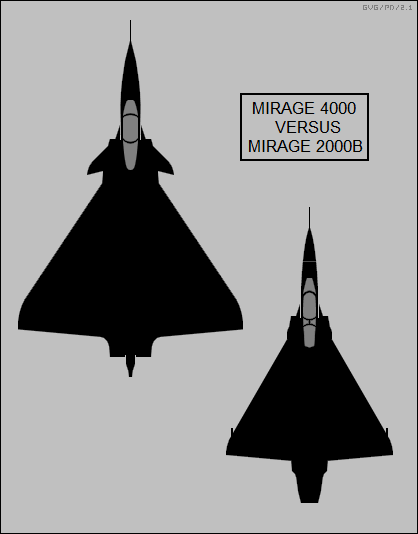

정보의 출처: Dassault Aviation.
일반 특성
- 승무원: 1
- 길이: 18.70 m (61 ft 4 in)
- 날개폭: 12.00 m (39 ft 4 in)
- 높이: 5.80 m (19 ft 0 in)
- 날개면적: 73.0 m² (785 ft²)
- 공허중량: 13,000 kg (29,000 lb)
- 엔진: 2× 스네크마 M53-2 재연소 터보팬, 95 kN (22,000 lbf) 각각

성능
- 최대속도: 2,445 km/h (1,320 kn, 1,519 mph)
- 항속거리: 2,000 km (1,100 NM, 1,200 mi)
- 상승한도: 20,000 m (66,000 ft)

## 같이 보기
- 미라주 F1
- 라팔
- F-15E 스트라이크 이글
- FA-50